# واين كرامر (مخرج)
واين كرامر (بالإنجليزية: Wayne Kramer)‏ هو كاتب سيناريو ومنتج أفلام ومخرج أمريكي وجنوب أفريقي، ولد في 1965 في جوهانسبرغ في جنوب أفريقيا.

## وصلات خارجية
- واين كرامر على موقع IMDb (الإنجليزية)
- واين كرامر على موقع ألو سيني (الفرنسية)
- واين كرامر على موقع أول موفي (الإنجليزية)
- واين كرامر على موقع بوكس أوفيس موجو (الإنجليزية)
- واين كرامر على موقع قاعدة بيانات الأفلام السويدية (السويدية)
- واين كرامر على موقع ديسكوغز (الإنجليزية)
- واين كرامر على موقع قاعدة بيانات الفيلم (الإنجليزية)
- واين كرامر على موقع كينوبويسك (الروسية)
- واين كرامر على موقع كينوبويسك (الروسية)